# Inhaúma
Inhaúma este un oraș în Minas Gerais (MG), Brazilia.